# Zsakó Magdolna
Zsakó Magdolna (Brassó, 1919. október 9. – 2015. február 2. előtt) erdélyi magyar tanár, útleíró, Zsakó János felesége.

## Életútja
Középiskolai tanulmányait a kolozsvári Marianum Leánygimnáziumban végezte (1938), később a Bolyai Tudományegyetemen természetrajz–földrajz szakos tanári diplomát szerzett (1957). Kalotaszentkirályon és Bonchidán tanított (1942–56), majd Kolozsváron a Tehnofrigban volt könyvelő (1956–71). 1972–76 között férjével Algériában élt, és itt megfigyeléseket és demográfiai adatgyűjtést végzett.
Első cikkei az Igazságban jelentek meg 1976-tól, ezekben többnyire útleírások formájában az algériai négy évben szerzett tapasztalatait, megfigyeléseit írta meg. Írásait 1990-től a Diákabrak és a Géniusz c. ifjúsági lapok is közölték.

## Kötetei
- A Szamos-parttól a Szaharáig. Négy év Algériában (Kolozsvár, 1994; románul În umbra semilunei. Patru ani în Algeria. Craiova, 1995);
- A Maghreb gyöngye (Kolozsvár, 1999);
- Karthágótól Asszuánig (Kolozsvár, 2000).